# Emmen, Luzern
Emmen är en ort och kommun i distriktet Hochdorf i kantonen Luzern i Schweiz. Kommunen har 32 380 invånare (2023).
Det är en förortskommun till Luzern. Kommunen består av orterna Emmenbrücke (huvudort) och Emmen. I kommunen ligger militärflygplatsen Emmen.
En majoritet (81,3 %) av invånarna är tyskspråkiga (2014). En italienskspråkig minoritet på 3,2 % lever i kommunen. 57,6 % är katoliker, 9,4 % är reformert kristna och 33,0 % tillhör en annan trosinriktning eller saknar en religiös tillhörighet (2014).